# Сан-Хосе (Энтре-Риос)
Сан-Хосе (исп. San José) — город и муниципалитет в департаменте Колон провинции Энтре-Риос (Аргентина).

## История
В 1857 году Джон Лелонг подписал контракт на доставку переселенцев из Европы в провинцию Корриентес, но переезд затянулся, и когда колонисты прибыли — власти провинции отказались их принять. Бывший президент Аргентины Хусто Хосе де Уркиса решил поселить их на землях, которые принадлежали ему как частному лицу, и в 1857 году была основана сельскохозяйственная Колония-Сан-Хосе. В 1863 году был создан муниципалитет. В 1894 году поселение Сан-Хосе повысило свой статус до городка (вилья) и было переименовано в Вилья-Сан-Хосе.